# Споразум у Като Камбрезију
Споразум у Като Камбрезију потписан је 3. априла 1559. године по завршетку Италијанског рата (1551-1559) између француског краља Анрија II и шпанског краља Филипа II. Њиме су окончани шездесетогодишњи Италијански ратови. 

## Мир
Одредбама мира у Като Камбрезију, Француска је пристала да врати Пијемонт и Савоју војводи од Савоје и Корзику Ђеновљанској републици. Француској су враћени Салуцо, Кале и три бискупије: Мец, Тоул и Верден. Шпанци су задржали Франш-Конте и потврдили контролу над Миланом, Напуљом, Сицилијом, Сардинијом, Пресидијем. Једине независне државе на Апенинском полуострву сада су биле Савоја и Млетачка република. Шпанска контрола над Италијом трајала је до почетка 18. века. 